# Paul Fox
Sir Paul Leonard Fox, CBE (27 de outubro de 1925 – 8 de abril de 2024) foi um produtor de televisão britânico. Ele passou grande parte de sua carreira trabalhando para a BBC, mais proeminente como Controlador da BBC One entre 1967 e 1973.

## Carreira na BBC
Fox começou sua carreira na Corporação na década de 1950, escrevendo roteiros para o programa Television Newsreel antes de criar e editar o popular programa esportivo Sportsview. Enquanto editava o Sportsview em 1954, ele teve a ideia de criar o prêmio anual BBC Sports Personality of the Year, uma cerimônia brilhante que ainda é realizada todo mês de dezembro pela Corporação e vista como um dos principais eventos do esporte britânico.
No início da década de 1960, ele foi promovido a editor da Panorama e mais tarde chefe de assuntos públicos da BBC Television e, neste papel, esteve fortemente envolvido na cobertura jornalística do assassinato do presidente dos EUA John F. Kennedy em 1963 e na subsequente reação aos eventos no Reino Unido.
Em 1967, tornou-se o controlador da BBC1, cargo que ocupou por seis anos, um dos mais longos mandatos de qualquer controlador do canal BBC. Suas realizações no papel incluíram o lançamento do duradouro Exército do Pai e supervisionar a transição da BBC1 para a cor em 1969. Ele também encomendou The Two Ronnies, Bruce Forsyth and the Generation Game e o talk show Parkinson em 1971. Todos os pousos na Lua do Projeto Apollo ocorreram durante seu mandato, e Fox alocou um tempo generoso em sua rede para a cobertura.

## Carreira e vida posteriores
Ward Thomas trouxe a Fox como Chefe de Programas da Yorkshire Television (YTV) em 1973, e ele se tornou diretor administrativo da Yorkshire Television entre 1977 e 1988. Durante este período, ele foi bastante vocal em sua desaprovação da caça ilegal em 1985 de Dallas da BBC pela colega contratada da ITV Thames Television. Isso azedou permanentemente seu relacionamento com o executivo da Thames, Bryan Cowgill, que havia sido um ex-colega na BBC.
Enquanto na YTV, Fox foi proeminente em representar a visão gerencial na disputa industrial entre membros do sindicato ACTT e as empresas ITV, que apagou a rede por três meses em 1979. Ele foi presidente da ITN de 1986 a 1988 e mais tarde diretor administrativo da BBC Television (1988-91). Fox se aposentou da BBC aos 65 anos em 1991 e tornou-se presidente da Racecourse Association de 1993 a 1997, presidente do Comitê EMERC de 1996 a 1999 e colunista esportivo do The Daily Telegraph de 1991 a 2003.
Fox morreu de complicações de um AVC em 8 de abril de 2024, aos 98 anos.

## Morte
Fox morreu no dia 8 de abril de 2024, aos 98 anos.